# 圣若泽-达维多利亚
圣若泽-达维多利亚是巴西巴伊亚州的一个市镇。总面积53.395平方公里，总人口4344人，人口密度81.4人/平方公里。